# 울티마 I: 제1차 암흑기
《울티마 I: 제1 차 암흑기》는 리처드 개리엇이 제작한 롤플레잉 비디오 게임이다. 《울티마》 비디오 게임 시리즈 첫 번째 본편 게임으로 컴퓨터 플랫폼 애플 II로 처음 개발되었으며 당시 제목은 《울티마》였다. 미국에서 캘리포니아 퍼시픽이 배급해 1980년 9월 2일에 저작권을 등록했으며 1981년 6월에 공식적으로 출시됐다.
이세계에서 소환된 '이방인'이 주인공으로, 《울티마》의 무대 소사리아를 다스리려는 악의 마술사 몬데인을 저지하기 위해 그가 사용하는 불사의 보석을 발견해 파괴하는 것이 게임의 목표이다. 지역을 누비는 던전 탐험이 주된 게임플레이 진행방식으로, 주로 전형적인 중세 판타지가 바탕이나 마지막에 우주 비행을 하는 것이 특징이다.
《울티마 I》는 초창기 상업용 컴퓨터 RPG의 선두주자로 나선 게임으로, 원시적인 오픈월드를 도입하며 장르를 개척해 먼 훗날까지 영향을 끼친 작품으로 거론된다. 애플 II판 발매 후 코모도어 64로 이식됐다. 1986년에 애플 II로 리메이크가 "제1 차 암흑기"라는 부제와 함께 출시했다. 이를 기반으로 MS-DOS, 아타리 8비트 컴퓨터, MSX2, FM 타운즈 및 애플 IIGS 이식판이 출시됐다.

## 반응
〈컴퓨터 게이밍 월드〉는 1991년 및 1993년 특집기사에서 《울티마 I》가 "거대한 방면을 지닌 게임"이라며 바깥무대와 NPC 대화를 가진 최초의 게임이라 언급했다. 게임의 전투가 균형잡히지 않았지만 《울티마 I》는 "놓쳐서는 안 될 고전"이라 칭했다.

## 참조

### 주해
1. ↑  영어: Ultima I: The First Age of Darkness